# ويليام كوبر (رجل دين)
ويليام كوبر (بالإنجليزية: William Macquarie Cowper)‏ هو رجل دين أسترالي، ولد في 3 يوليو 1810 في سيدني في أستراليا، وتوفي في 14 يونيو 1902 في نيوساوث ويلز في أستراليا.